# Luxemburg i olympiska sommarspelen 1996
Luxemburg deltog i de olympiska sommarspelen 1996 med en trupp bestående av sex deltagare, men ingen av landets deltagare erövrade någon medalj.

## Fäktning
Damernas värja
- Mariette Schmit

## Tennis
Damsingel
- Anne Kremer
  1. Första omgången — Förlorade mot Lindsay Davenport (USA) 2-6 1-6